# Тит-Ары (Булунский улус)
Тит-Ары — упразднённое село (с 1943 по 1966 год — рабочий посёлок) в Булунском улусе Якутии России. Входило в состав сельского поселения Туматский наслег (до 1987 г. являлось его административным центром). Упразднено в 1999 г.

## География
Село располагалось на одноимённом острове в дельте реки Лена, в 73 км к северо-западу от посёлка Тикси (административного центра Булунского улуса).

## История
Село возникло как место проживания спецпереселенцев. Во исполнение постановления СНК СССР и ЦК ВКП(б) от 6 января 1942 «О развитии рыбных промыслов в бассейнах рек Сибири и Дальнего Востока» на север Якутии для занятия рыбным промыслом были направлены спецпереселенцы из Прибалтики, Украины, Белоруссии (литовцы, латыши, немцы, финны и др.), а также принудительно мобилизованные для занятий рыбным промыслом жители Чурапчинского района. В 1942 году на острове был создан специализированный рыбозавод Тит-Арынский. В июне-июле 1942 на остров были доставлены финны, высланные из Ленинградской области; в августе — литовцы; в сентябре — колхозники из Чурапчи. Люди должны были обеспечить себя жильём, питанием, топливом и одновременно выполнять производственные планы (промысел и переработка рыбы). Зимой 1942/1943 отмечена высокая смертность ссыльных — от голода, холода и инфекционных болезней.
В 1943 году поселение получило статус рабочего посёлка. По некоторым сведениям в 1940—1950-х годах в посёлке располагались крупный рыбкомбинат, семилетняя школа, клуб.
К концу 1960-х, в связи с истощением рыбных ресурсов промысел был свернут, а рыбкомбинат закрыт, ссыльные постепенно разъехались.
Указом ПВС РСФСР от 29 декабря 1966 г. рабочий посёлок Тит-Ары преобразован в сельский населённый пункт.

## Население
| 1959 | 1989 |
| ---- | ---- |
| 488  | ↘16  |

По переписи 1959 г. в рабочем посёлке проживало 488 человек, в том числе 238 мужчин и 250 женщин.

## Достопримечательности
На острове сохранилось кладбище спецпереселенцев. В 1989 литовской экспедицией, состоявшей из бывших ссыльных из Каунаса и Вильнюса, на кладбище были установлены памятные знаки — высокий крест и памятник: каменно-бетонная гурия с пакетами труб из нержавеющей стали. Надписи на металлических плитах на литовском, русском, якутском и финском языках: «Насилием отторгнуты от земли родной. Павшие, но не забытые»..